# OM Taurus
L'OM Taurus est un camion "unifié" moyen tonnage fabriqué par le constructeur italien OM de 1938 à 1950. Le nom "Taurus" sera repris par le constructeur italien pour désigner un autre camion, lancé en 1950, avec une cabine avancée.
La société OM (Officine Meccaniche) de Milan fut rachetée par Fiat V.I. en 1933. Peu avant l'entrée en guerre de l'Italie, l'usine OM lança deux camions propulsés par un moteur à injection : l'un moyen, le Taurus, et l'autre lourd, l'Ursus. Ils avaient le même aspect extérieur, leurs dimensions mises à part. 
Le Taurus sera le plus produit des deux, puisqu'il resta sur les lignes de fabrication pendant près de 10 ans. Il sera même produit avec un moteur à essence entre 1940 et 1944. Il fut considéré comme l'un des meilleurs camions moyens de type unifié produit pour l'armée italienne, se démontrant particulièrement bien adapté sur le front d'Afrique du Nord. 
L'Ursus ne sera produit en version civile qu'à partir de 1937, avec un moteur diesel ou essence. La production du modèle militaire ne dura que trois ans, de 1940 à 1942 inclus.
En 1944, l'OM Taurus 35 fut décliné en tracteur semi-remorque, avec la remorque Orlando, pour la Wehrmacht. Par ailleurs, l'armée allemande fit l'acquisition de 2.305 camions Taurus entre janvier 1944 et janvier 1945. 
Après la fin de la Seconde Guerre mondiale, il sera encore construit pour l'armée italienne et fut envoyé en Somalie, en 1950, avec le "Corpo di Sicurezza Italiano".

## Caractéristiques techniques de l'OM Taurus Militaire[1]
- Moteur : OM CR 1 D - 4 cylindres Diesel de 5.320 cm³,
- Puissance : 67 ch à 2000 tr/min,
- Vitesse maximale : 62,3 km/h,
- Poids à vide : 3.680 kg - PTC : 6.700 kg
- Autonomie : 280 km sur route.

Nota : sur la photo ci-contre on peut constater les contraintes liées au code de la route italien d'avant guerre :
- les camions civils et militaires sont classés en 3 types unifiés : 
  - lourds avec un poids total de 12 tonnes sur 2 essieux mais avec une charge utile d'au moins 6 tonnes, avec un repère au-dessus de la cabine,
  - moyens avec un poids total de 6,5 tonnes et une charge utile de 3 tonnes minimum, avec un repère sur la cabine,
  - légers avec un poids total de 4 tonnes et 1,5 tonne de charge utile minimum.
- charge à l'essieu de 8 tonnes maximum,
- poste de conduite à droite,
- feux avant à la hauteur réglementaire au-dessus du pare-chocs,
- grande barre transversale de couleur indiquant la nature du transport : rouge comme ici, les marchandises appartiennent au transporteur, blanche, elles appartiennent à un tiers,
- triangle jaune sur fond bleu au-dessus de la cabine, pour signaler que le camion tracte une remorque,
- les répéteurs de clignotants sur le montant après la portière.

## OM Taurus 340 (1945-51)
Au lendemain de la Seconde Guerre mondiale, les usines du constructeur milanais étaient quasiment intégralement détruites. Il fallut un effort considérable des salariés et de la société pour reconstruire en un temps record, l'outil de production. Dès le milieu de l'année 1945, alors que les usines n'étaient encore pas entièrement opérationnelles, OM présente le modèle de la reprise, le Taurus 340, camion basé sur le châssis de la version d'avant guerre, très robuste et fiable, mais doté d'une toute nouvelle cabine, une cabine avancée. Ce type de cabine règnera désormais sur tous les nouveaux modèles du constructeur, comme d'ailleurs chez tous ses confrères et concurrents italiens. 
Le "nouveau" Taurus baptisé Taurus 340 a été lancé en 1945. Il ne sera jamais importé en France mais connaîtra un large succès dans les pays limitrophes comme la Suisse, la Belgique ou l'Allemagne. OM a remplacé ce modèle par le Super Taurus en 1953. Il restera en fabrication jusqu'en 1957 avant d'être remplacé par l'OM Tigre.

## OM Super Taurus (1951-58)
En 1951, à l'occasion du Salon de l'automobile de Turin, OM lance la dernière déclinaison du Taurus, le Super Taurus. Le camion est très moderne pour l'époque. Il monte un nouveau moteur, le CR2D de 5.816 cm3 développant 80 chevaux DIN à seulement 1.900 tr/min et dispose d'une boîte de vitesses à 4 rapports avant doublés par un réducteur à commande pneumatique pré-sélective. Peu après, une version CR2D/90 portera la puissance du moteur à 90 ch.
Si l'on veut comparer ce camion au modèle français comparable, on peut citer le Berliet GLB5, mais l'OM est nettement plus évolué techniquement avec sa cabine avancée entièrement métallique.
Le Super Taurus restera au catalogue du constructeur jusqu'en 1958 et sera remplacé par le Tigre

## La version Taurus 380 autocar & autobus
OM a développé un châssis spécifique pour la version transport en commun de son modèle qui sera renommé Taurus 380. Ce châssis sera largement utilisé par les carrossiers spécialisés italiens mais aussi étrangers. Comme le voulait la tradition à l'époque, les autocars et autobus représentaient une gamme de véhicules réservée aux carrossiers qui utilisaient les châssis motorisés fournis par des constructeurs de poids lourds. La motorisation était strictement identique aux modèles poids lourds puisque le moteur était placé, comme pour les camions, longitudinalement à l'avant du véhicule.